# Kumarapalayam
Kumarapalayam (en tamil: குமாரபாளையம் ) es una localidad de la India en el distrito de Namakkal, estado de Tamil Nadu.

## Geografía
Se encuentra a una altitud de 178 m s. n. m. a 428 km de la capital estatal, Chennai, en la zona horaria UTC +5:30.

## Demografía
Según estimación 2010 contaba con una población de 68 741 habitantes.